# Kuttanad
Kuttanad i den indiska delstaten Kerala är den enda regionen i landet som befinner sig under havsnivå. Regionens topografiska läge varierar mellan 0,6 m över havsnivå och 2,2 m under havsnivå. Folkmängden är 1,8 miljoner invånare och administrativt är Kuttanad en del av distriktet Alappuzha.
Fyra större floder genomströmmar Kuttanad, nämligen Pampa, Meenachil, Achankovil och Manimala. Trots myckenheten av vatten i regionen råder brist på dricksvatten. De vanligaste grödorna är ris, bananer, kassava och jams.